# Archivo Nacional de Costa Rica
El Archivo Nacional de Costa Rica es una institución desconcentrada del Ministerio de Cultura y Juventud. Es la entidad rectora del Sistema Nacional de Archivos la cual administra el patrimonio documental costarricense y colabora con el control del ejercicio notarial del país. Sus fines son preservar y difundir el acervo documental, garantizar el acceso a la información, favorecer la transparencia en la gestión administrativa y sustentar la toma de decisiones. El trabajo con el patrimonio documental es una parte de su quehacer, pero no la única. Igual importancia tienen la rectoría del Sistema Nacional de Archivos y la custodia y facilitación de los documentos notariales.
La institución alberga a tres archivos de carácter nacional: el Histórico, el Notarial y el Intermedio así como a la Comisión Nacional de Selección y Eliminación de Documentos. Destaca, además, el quehacer del Departamento de Conservación. Desde el año 1936 publica la Revista del Archivo Nacional.
La institución se creó en 1881. Trabajan en ella alrededor de 126 funcionarios y se ubica entre los distritos de Zapote y Curridabat, provincia de San José. 
La Comisión Nacional de Selección y Eliminación de Documentos es un órgano asesor de la Dirección Nacional del Archivo Nacional, creada por la Ley 7202 de 24 de octubre del año 1990, cuya base legal está expresada en el capítulo IV de dicha ley. Su función principal es dictar normas sobre selección y eliminación de documentos, de acuerdo con su valor científico-cultural, y resolver consultas sobre eliminación de documentos de los entes productores. Esto lo hace partiendo del insumo proporcionado por las entidades: tablas de plazos de conservación o solicitudes de eliminación parcial de documentos, además de los informes de valoración presentados por los profesionales del Departamento Servicios Archivísticos Externos.

## Historia
Desde la época colonial existían directrices emitidas por las autoridades españolas para regular la conservación de los documentos oficiales, tales como cédulas y provisiones, de manera que se pueden documentar algunas normas establecidas durante ese período. Unas de ellas indicaba que los papeles se tenían que guardar bajo tres llaves, custodiados por personas diferentes y de renombre de la comunidad, con el fin de garantizar la conservación de los documentos.
Asimismo, en el año 1660, el alférez Juan López de Ortega inicia una campaña de recolección de documentos del cabildo bajo la amenaza de severos castigos para los ciudadanos que los retengan. Al sobrevenir la independencia en 1821, las nuevas autoridades dieron muestras de proseguir con la sana costumbre de conservar los documentos al dictar diversas leyes que aseguraron la permanencia de los documentos administrativos y judiciales.
Sin embargo, es en la segunda mitad del siglo XIX cuando se consolida el interés de los costarricenses por preservar su historia, en la figura de León Fernández Bonilla quien logra la creación de los Archivos Nacionales, el 23 de julio de 1881, bajo el gobierno de Salvador Lara. La primera sede de los Archivos Nacionales se ubicó en una casa particular alquilada. Posteriormente, entre los años 1883 y 1889, permaneció en una oficina del Palacio Nacional, para luego trasladarse al edificio de la Universidad de Santo Tomás, donde tuvo su sede hasta el año 1957. En esta última fecha se movió al edificio María Cristina. Finalmente, en el año 1993, se traslada a Zapote a un moderno edificio rodeado de zonas verdes, libre de contaminación y con todas las condiciones que exige la Archivística actual.
Según un estudio realizado por José Francisco Murillo sobre el Archivo Nacional, se pueden distinguir tres etapas principales en el desarrollo de esa institución: la inicial, de asentamiento y de replanteamiento. La primera etapa se ubica entre los años 1881 y 1888 y se caracteriza por la existencia de documentos desorganizados, incompletos y deteriorados, así como por el reducido número de personal y con instalaciones inadecuadas. 
La segunda etapa corresponde de 1889 a 1957, cuando el Archivo Nacional se instala en el edificio de la Universidad de Santo Tomás. Durante este período se inicia la organización de los fondos documentales y la elaboración de ficheros para su consulta. 
En 1902 se dicta el Primer Reglamento de los Archivos Nacionales, en el cual de dan lineamientos técnicos para la clasificación y la ordenación de los documentos. En 1934 se crea un timbre de archivo con la finalidad de construir un edificio adecuado para los Archivos Nacionales, pero es hasta 50 después, en 1993, cuando se inaugura la primera etapa de su edificio. En 1936 se edita la Revista del Archivo Nacional, cuyo objetivo era difundir los fondos documentales en custodia, así como las investigaciones históricas.
El período de replanteamiento (1969 –1990) se caracteriza por un mayor respaldo de las autoridades gubernamentales y por una gran cooperación internacional, sobre todo de la Organización de Estados Americanos (OEA) y de la Organización de las Naciones Unidas para la Educación, la Ciencia y la Cultura (UNESCO, por sus siglas en inglés). Estas gestiones de apoyo permitieron la capacitación del personal del Archivo Nacional en el exterior, principalmente en Argentina y España, con lo cual su personal adquiere nuevos conocimientos que permiten obtener una nueva visión del quehacer archivístico. 
Asimismo, por medio de la Ley 5574 del 17 de septiembre de 1974 se crea una Junta Administrativa con nuevas funciones, principalmente la de dotar al Archivo Nacional de un edificio propio. Además, se crea una fuente de financiamiento permanente mediante un impuesto a los cheques y los recursos obtenidos por el timbre de archivos.
A las etapas anteriores se les debe agregar una cuarta fase que se podría llamar de consolidación, la cual inicia en 1990 con la creación de la Ley 7202 del Sistema Nacional de Archivos. Mediante esa Ley se dota a la institución de un marco jurídico que lo convierte en el Archivo Histórico más grande del país y, en el ente rector del Sistema Nacional de Archivos. Asimismo, se logra el sueño acariciado desde 1934, de dotarlo de un edificio moderno con las condiciones adecuadas para conservar el patrimonio documental de Costa Rica. Durante esta etapa, el Archivo Nacional ha logrado destacar tanto nacional como internacionalmente, principalmente en el Consejo Internacional de Archivos (CIA) y en la Asociación Latinoamericana de Archivos (ALA).

## Archivo Histórico
El Archivo Histórico constituye uno de los departamentos del Archivo Nacional y es el más grande de su tipo en el país. Organiza, facilita y divulga el patrimonio documental de la Nación, constituido por todos aquellos documentos en cualquier soporte que hayan sido declarados con valor científico y cultural, característica que define –después de un proceso de análisis- la Comisión Nacional de Selección y Eliminación de Documentos (CNSED) y que le asigna a un documento el carácter vital para la historia y el desarrollo del país.
En el Archivo Histórico se conservan documentos que datan desde 1539. Por eso, garantizar el buen estado de los documentos es un papel muy importante del Departamento de Conservación, el cual define, entre otras cosas, cómo deben funcionar los depósitos en términos de humedad, iluminación, temperatura y limpieza, con el objetivo de propiciar un ambiente idóneo para la perdurabilidad de los soportes a través del tiempo.
Uno de sus espacios de mayor atención al público es la Sala de Consulta José Luis Coto Conde, sitio en el que es posible consultar más de 7 kilómetros lineales de documentos. La información está organizada en alrededor de 300 fondos documentales, de los cuales hay 93 públicos, 16 privados y 25 particulares. A esto se suman más de 220 mil fotografías, así como 53 mil mapas y planos.
El Archivo Histórico ofrece los siguientes servicios:
- Facilitación de documentos.
- Venta de reproducción de fotografías, mapas y planos, así como de registros de la base de datos, videos y grabaciones.
- Fotografías: se ofrecen en diferentes tamaños, negativos y reproducción de documentos mediante cámara digital.
- Elaboración de certificaciones de años de servicio en la función pública, hasta el año 1965.
- Elaboración de certificaciones de transcripción literal de documentos históricos de difícil lectura.
- Préstamo de documentos históricos a entidades productoras.
- Transferencia de documentos declarados con valor científico cultural.
- Donación de documentos.

## Archivo Notarial
Encargado de recibir, organizar, conservar y facilitar parte del patrimonio documental con valor para la ciencia y la cultura, constituido por los tomos de protocolos notariales e índices de instrumentos públicos.  Coadyuva en el control del ejercicio notarial de acuerdo con lo que dispone la Ley del Sistema Nacional de Archivos y el Código Notarial.
A lo externo de la institución, este departamento tiene estrecha relación con los siguientes entes: el Consejo Superior Notarial  (órgano encargado de organizar el notariado costarricense y donde la Junta Administrativa del Archivo Nocional tiene un representante), el Colegio de Abogados, los diferentes registros del Registro Nacional, el Juzgado Notarial y despachos judiciales en general.
El Archivo Notarial ofrece los siguientes servicios:
- Consultas notariales de bases de datos por internet.
- Depósito definitivo de tomos de protocolos notariales y consulares.
- Depósito temporal de tomos de protocolos notariales y consulares.
- Facilitación de documentos notariales.
- Recepción de índices de instrumentos públicos.
- Reproducción de instrumentos públicos (copias simples o certificadas, certificaciones o Ulteriores Testimonios) y constancias.
- Secuestro o Préstamo de Tomos de protocolo o índices notariales por parte de Autoridades Judiciales o de la Dirección Nacional de Notariado.
- Adherir ulterior boleta de seguridad a los testimonios.

El patrimonio documental que resguarda este archivo está integrado por dos elementos: 
- Protocolos notariales y consulares de 1960 a la fecha.
- Índices de instrumentos públicos de 1960 a la fecha.

## Archivo Intermedio
El Archivo Intermedio se creó en el año 2000, con el fin de custodiar la documentación con valor administrativo y legal, que también se facilita al público que necesite consultarla.  En sus depósitos se albergan las transferencias de los Ministerios y los Viceministerios transferidas bajo el artículo 53 de la Ley 7202, así como algunos fondos que se consideran cerrados por la desaparición o fusión de instituciones, entre ellos el Banco Anglo Costarricense.

## Rectoría del Sistema Nacional de Archivos
Una de las funciones que le asigna la legislación al Archivo Nacional de Costa Rica es la coordinación del Sistema Nacional de Archivos, que está integrado por más de 300 archivos de las instituciones públicas del país. El departamento de Servicios Archivísticos Externos es el encargado de ejecutar las acciones de apoyo técnico a éstas instituciones. También está a cargo del Archivo Intermedio, donde se reúne, organiza y facilita los documentos con valor administrativo y legal que han sido transferidos de instituciones que han cerrado, así como los documentos más relevantes de los despachos de Ministros, Presidencia de la República y del Consejo de Gobierno, de acuerdo con lo que establece el artículo 53 de la Ley 7202 del Sistema Nacional de Archivos.
Los servicios de Rectoría del Sistema Nacional de Archivos incluyen:
- Asesorías en organización de archivos centrales o de gestión
- Inspección de archivos
- Facilitación de documentos
- Préstamo de documentos
- Reproducción de documentos (fotocopias certificadas o simples)
- Transferencias de documentos
- Valoración documental
- Capacitación

## Comisión Nacional de Selección y Eliminación de Documentos
Es un órgano asesor de la Dirección General del Archivo Nacional, creada por la Ley N°. 7202 de 24 de octubre de 1990, cuya base legal está en el capítulo IV de dicha ley. La función principal de la Comisión es dictar normas sobre selección y eliminación de documentos, de acuerdo con su valor científico-cultural y resolver consultas sobre eliminación de documentos de los entes productores. Esto lo hace partiendo del insumo proporcionado por las entidades en los instrumentos de valoración previamente establecidos.